# Prison de Bereza Kartuska
 (juillet 2023).
La prison de Bereza Kartuska (en polonais : Miejsce Odosobnienia w Berezie Kartuskiej) est une ancienne prison construite par les autorités de la Deuxième République polonaise à Bereza Kartuska (Biaroza, Biélorussie depuis 1991). Elle est en fonction de 1934 à 1939.

## Histoire
La prison de Bereza Kartuska est ouverte le 17 juillet 1934 sur ordre du président Ignacy Mościcki pour y incarcérer les personnes dont les « activités ou actions pourraient porter atteinte à la sécurité ou à l'ordre public ».
Ces dispositions font suite de l'assassinat de Bronisław Pieracki, ministre de l'Intérieur le 15 juin 1934, par l'Organisation des nationalistes ukrainiens. L'idée de créer ce camp d'isolement de Bereza Kartuska vient du Premier ministre Leon Kozłowski et est acceptée par Józef Piłsudski.
Les prisonniers sont envoyés dans ce camp sur la base d'une décision administrative (sans sanction judiciaire), sans possibilité de recours. Cette pratique s'apparente à la « détention de sûreté » (Schutzhaft) nazie, et n'a, comme celle-ci, pas de fonction préventive ou éducative mais est un moyen de répression. Certains historiens ont décrit le centre d'isolement de Bereza Kartuska comme un camp de concentration.
Lors de l'invasion allemande de la Pologne en septembre 1939, les gardes du camp s'enfuient à l'annonce de l'avancée allemande et les prisonniers sont libérés.